# Concili de Cartago del 411
El concili de Cartago de 411 (també conegut com a conferència de Cartago) va ser un concili celebrat a Cartago i que va comptar amb la participació de 286 bisbes catòlics i 279 donatistes de les províncies romanes d'Àfrica.
El concili va tenir lloc després que l'emperador Honori, mitjançant l'Edicte de la Unió del 406, hagués assimilat els donatistes als heretges i cedís les seves propietats als catòlics. El bisbe donatista Primià, sense voler rendir-se, es va dirigir a l'emperador a Ravenna, demanant i aconseguint un debat amb els catòlics. El 410, l'emperador va encarregar al senador Marcel·lí de Cartago que organitzés preparatius per a la conferència. El mateix Marcel·lí havia de ser l'àrbitre i jutge. Amb carta de l'1 de juny de 411, Marcel·lí va convidar els bisbes de les dues confessions a la conferència, garantint la imparcialitat del judici. En el debat van sorgir les posicions tant catòliques com donatistes, i Agustí, bisbe d'Hipona, va argumentar els seus arguments, convertint-se en la figura clau de tot el concili.
En lloc de debatre sobre el problema general de les obligacions del sacerdoci i la validesa dels sagraments lliurats pels sacerdots defectuosos, els donatistes es van centrar en la validesa de l'elecció del bisbe Cecilià, disputa que ja s'havia tractat un segle abans.
El concili va acabar amb el rebuig del donatisme. Honori va confirmar aquesta decisió amb un edicte de 30 de gener de 412.